# Kathrine Heindahl
Kathrine Brothmann Heindahl, née le 26 mars 1992 à Rudersdal au Danemark, est une handballeuse internationale danoise évoluant au poste de pivot.
En 2020, elle choisit de rejoindre la Russie et l'ambitieux club du CSKA Moscou. Peu après invasion de l'Ukraine par la Russie, elle met fin à son contrat avec effet immédiat.

## Palmarès

### En club
Compétitions internationales
- vainqueur de la coupe EHF en 2013 (avec Team Tvis Holstebro)

Compétitions nationales
- vainqueur de la coupe du Danemark en 2017 (avec Randers HK)
- Championnat de Russie
  - Vainqueur (1) : 2021 (en)
  - Finaliste (1) : 2022
- Vainqueur de la Coupe de Russie (1) : 2022

### En sélection
Championnats du monde
- 6e place au championnat du monde 2017
- 9e place au championnat du monde 2019
- troisième du championnat du monde 2021

Championnats d'Europe
- 4e place au championnat d'Europe 2016
- 8e place au championnat d'Europe 2018
- 4e place au championnat d'Europe 2020
- finaliste du championnat d'Europe 2022

Autres
- vainqueur du championnat d'Europe junior en 2011[5]
- vainqueur du championnat d'Europe jeunes en 2009[6]

### Distinctions individuelles
- élue meilleure défenseure du championnat d'Europe 2022
- élue meilleure pivot du championnat du monde jeunes en 2010[7]